# Solutor

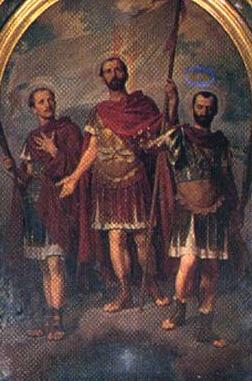
Solutor

De heilige Solutor (- Turijn, 297)  was een Italiaans martelaar. Hij stierf als martelaar samen met de H.  Octavius en de H. Adventor. Doordat hun oorspronkelijke geschiedenis verloren raakte, werden zij later geassocieerd met het Thebaanse Legioen. Hun feestdag is op 20 november en zij zijn de patroonheiligen van Turijn.